# Neoepicorsia furvulalis
Neoepicorsia furvulalis là một loài bướm đêm trong họ Crambidae.